# Schmidt (Blechblasinstrumentenbauer)
Schmidt war eine Familie von Blechblasinstrumentenbauern.

## Vorgeschichte: L. A. Schröder
Leopold August (Mathias) Schröder war zunächst von 1812 bis 1822 in Koblenz als selbständiger Instrumentenbauer tätig und verlegte 1822 seine Werkstatt nach Köln. 
Er stellte 1847 erfolglos einen Patentantrag für eine neue Ventilkonstruktion. 1911 wurde berichtet, dass das Unternehmen „L. A. Schröder“ eine Hoch-B-Trompete gebaut habe, in welcher Phase der Unternehmensgeschichte dies geschah, bleibt jedoch unklar. 

## F. A. Schmidt senior
Friedrich Adolf Schmidt (* 31. März 1827 in Colochau; † 22. Februar 1893 in Köln) übernahm 1848 die Werkstatt von L. A. Schröder. Er ist jedoch schon seit 1846 in Köln nachweisbar. Der Unternehmensname wurde später auf F. A. Schmidt geändert. 
Friedrich Adolf Schmidt entwickelte das charakteristische „Kölner Modell“ der Trompete und des Horns, ebenso wie das kurze „Kölner Druckwerk“  sowie das „Altkölner Druckwerk“. Weitere Erfindungen waren im Jahr (1853) das Echocornet, im Jahr (1853) die Echomaschine und im Jahr 1859  mit Patent-Nr. 9960 der Echobogen. Er nahm an der Instrumentenausstellung in London 1852 teil. Auf der Instrumentenausstellung in Wien 1873 wurden auch eine Trompete mit vier Ventilen, ein Euphonium und die Echomaschine vorgestellt.
Drei Söhne Friedrich Adolf Schmidts wurden ebenfalls Instrumentenbauer: 
- Carl Friedrich Schmidt (* 7. März 1852 in Köln; † 5. März 1924 in Weimar), Spezialist für Hörner
- Leopold August Schmidt (* 27. Oktober 1855 in Köln; † 1921 in Köln) und
- Friedrich Adolph Schmidt junior (* in Köln), Spezialist für Posaunen

## L. A. Schmidt
Leopold August Schmidt übernahm das Unternehmen des Vaters nach dessen Tod 1893. Es wurde unter dem Namen L. A. Schmidt bis 1938 weitergeführt. Leopold Augusts Witwe Helene wurde 1930 offiziell Eigentümerin. 1938 wurde das Inventar an das Unternehmen Gebrüder Alexander nach Mainz verkauft.
Bei einer Ausstellung 1902 in Düsseldorf präsentierte Leopold August Schmidt ein Mundstück mit Schraubrand, eine eigene Erfindung. Das Mundstück wurde von dem Trompeter Carl Höhne 1906/07 weiterentwickelt und in dessen Auftrag bei einem anderen Unternehmen hergestellt.

## F. A. Schmidt junior
Friedrich Adolph Schmidt junior wird 1881 als Instrumentenbauer in Adorf erwähnt, sowie im selben Jahr bei einer Gewerbeausstellung in Halle (Saale), wo er eine Auszeichnung erhielt. Zwischen 1892 und 1908 war er in Berlin tätig. Er wurde als Spezialist für Trompeten und Posaunen bekannt.
Auch Zugtrompeten nach dem Gnädig-Patent von 1908 baute Friedrich Adolph Schmidt. Er verwendete die Teleskop-Bohrung nach Suchy.

## C. F. Schmidt

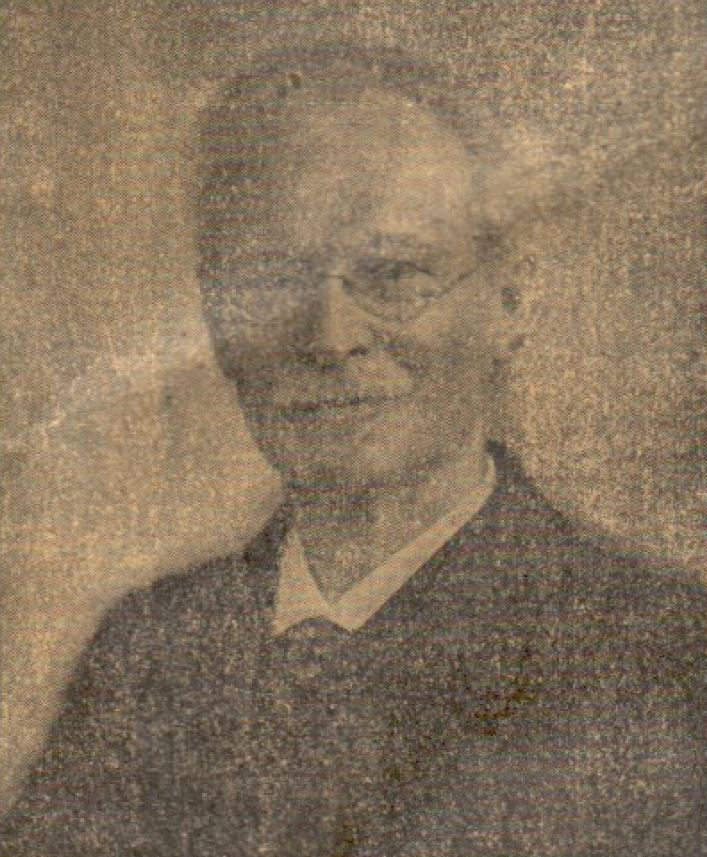
Carl Friedrich Schmidt

Carl Friedrich Schmidt (* 7. März 1852 in Köln; † 5. März 1924 in Weimar) lernte das Handwerk des Instrumentenbaus bei seinem Vater, bevor er sich 1878 in Berlin selbständig machte. 1883 siedelte er nach Friedrichroda und 1888 nach Weimar über. Er belieferte neben verschiedenen Regimentern auch die Kapellen der Hoftheater in Weimar, Mannheim, Braunschweig, Dessau, Altenburg, Kassel, Coburg und Pest sowie das Sankt Petersburger Konservatorium und bis hin nach Moskau, Amsterdam und Chicago. Generalimporteur für die Vereinigten Staaten und Kanada war das Unternehmen Carl Fischer in New York.
Den Titel „Großherzoglich-Sächsischer Hof-Musikinstrumentenmacher“ bekam Schmidt am 20. April 1896 durch das Hofmarschallamt in Weimar verliehen. Das Geschäft in Berlin benannte man bis 1927 und die Werkstatt in Weimar bis 1934 mit C. F. Schmidt. 
1900 wurden beide Geschäfte jedoch zunächst in Berlin zusammengeschlossen.
Ab 1919 wurde das Unternehmen unter C. F. Schmidt, Musikinstrumenten-Fabrikant wieder in Weimar geführt, ab 1926 unter der Bezeichnung C. F. Schmidt, Musikinstrumenten-Fabrik. Die Unternehmensbezeichnung erscheint zum ersten Mal 1929 mit dem Zusatz Co. im Adressbuch, auf den Instrumenten jedoch bereits ab 1919. Bis 1949/1950 ist die Werkstatt im Adressbuch Weimar nachweisbar. Sie bestand noch bis zum Tode des letzten Inhabers Johannes Kirchberg (1961). (Kirchberg begann seine Lehre bei C.F.Schmidt in Weimar 1890)
Carl Friedrich Schmidt war Spezialist für den Bau von Hörnern. Sein Doppelhornmodell war bis in die 1940er Jahre weit verbreitet. Es wird auch heute noch von anderen Herstellern gebaut (S. W. Lewis, Karl Hill / Kortesmaki, George McCracken). Es zeichnet sich durch die Trichterform, den Drehventilen und dem querliegenden Perinet-Umschaltventil für B/F-Stimmung aus.
Für die Unternehmen Boston Musical Instruments und das Hornmodell Originale C. G. Conn 6-D soll Schmidt Ventile in die Vereinigten Staaten geliefert haben.
Das Patent Nr. 12814 vom 28. Juli 1880 sieht verschraubbare Verbindungsstege vor, um dieselbe Drehventil-Maschine für Trompeten, Flügelhörner, Pistons und ähnliche Instrumente zu verwenden.
Ein vergleichbares System wird heute z. B. von den Unternehmen Thein, Dowids und HAAG verwendet. Es ermöglicht einen flexiblen Einsatz der Trompete, mit der der Klangcharakter variiert werden kann, aber auch zum Ausprobieren von Schalltrichtern verschiedener Form und Materialstärke.
Mensuren von C. F. Schmidt werden auch heute noch von Instrumentenbauern als Grundlage für ihre Trichter verwendet. Seine Hörner sind für ihren schönen Klang, aber auch für ihre Wolfstöne und das ergonomisch ungünstig liegende Pumpumschaltventil bekannt.
In Amerika sind die Hörner von C. F. Schmidt beliebt. Sie unterscheiden sich im Klang aber erheblich von den dunkel und weich klingenden amerikanischen Modellen der Unternehmen Conn, King und den weitgebauten Holton. Sie sollen mit ihren engen Mensuren Vorbild für die Hörner von Carl Geyer in Chicago gewesen sein, obwohl Geyer seine Modelle in der „Knopfbauweise“ gebaut hat. Geyer meinte, das Geheimnis Schmidts liege in der Form des Mundrohres zum B-Ventil und an der Form des Trichters. Er verwendete ebenfalls die Trichterform für einige seiner eigenen Horn-Modelle. Auch Cazzani und Kalison in Mailand bauten das Modell C. F. Schmidts mit dem liegenden Pumpventil nach.
Einen amerikanischen Nachbau bietet auch das Unternehmen Hill, der wesentlich besser in der Hand liegt. Auch ist das Périnet-Umschaltventil so ausgelegt, dass es nicht verkanten kann, wie es bei den Originalen oft passiert.
Auch die Yamaha Corporation hat vor mehr als 20 Jahren mit dem Modell 863 einen Nachbau des C.-F.-Schmidt-Horns hergestellt.
Die originale Bohrung des Schmidt-Horns entspricht der des Wiener Horns.
Berühmte Hornisten wie Wilhelm A. Vakenier (* 1887 in Rotterdam), erster Hornist in der Boston Symphony von 1923 bis 1953, spielten auf Hörnern von C. F. Schmidt. Vakeniers Lehrer Adolph Preus hatte bereits Kontakte zu C. F. Schmidt.

## Mitarbeiter und Schüler der Familie Schmidt

### Josef Monke
Nach dem Tod von L. A. Schmidt eröffnete sein Mitarbeiter Josef Monke am 28. Februar 1922 seine eigene Blechblasinstrumentenmanufaktur in Köln. Er hatte von 1904 bis 1911 und von 1912 bis 1921 bei L. A. Schmidt gearbeitet.

### Albert Kley
Albert Kley (* 1870; † 1935) war Blechblasinstrumentenbauer in
Berlin von 1914 bis 1935. Er hatte bei Carl Friedrich Schmidt in Weimar nach 1888 gelernt und zwischen 1895 und 1906 für G. Eschenbach in Berlin gearbeitet. Nachdem Schmidt 1899 das Gewicht auf die Werkstätte in Berlin verlagert hatte, arbeitete Kley einige Zeit für ihn, bevor er wieder zu Eschenbach wechselte. Kurz vor 1914 wurde Kley selbständig.

## Galerie

Patent 12814
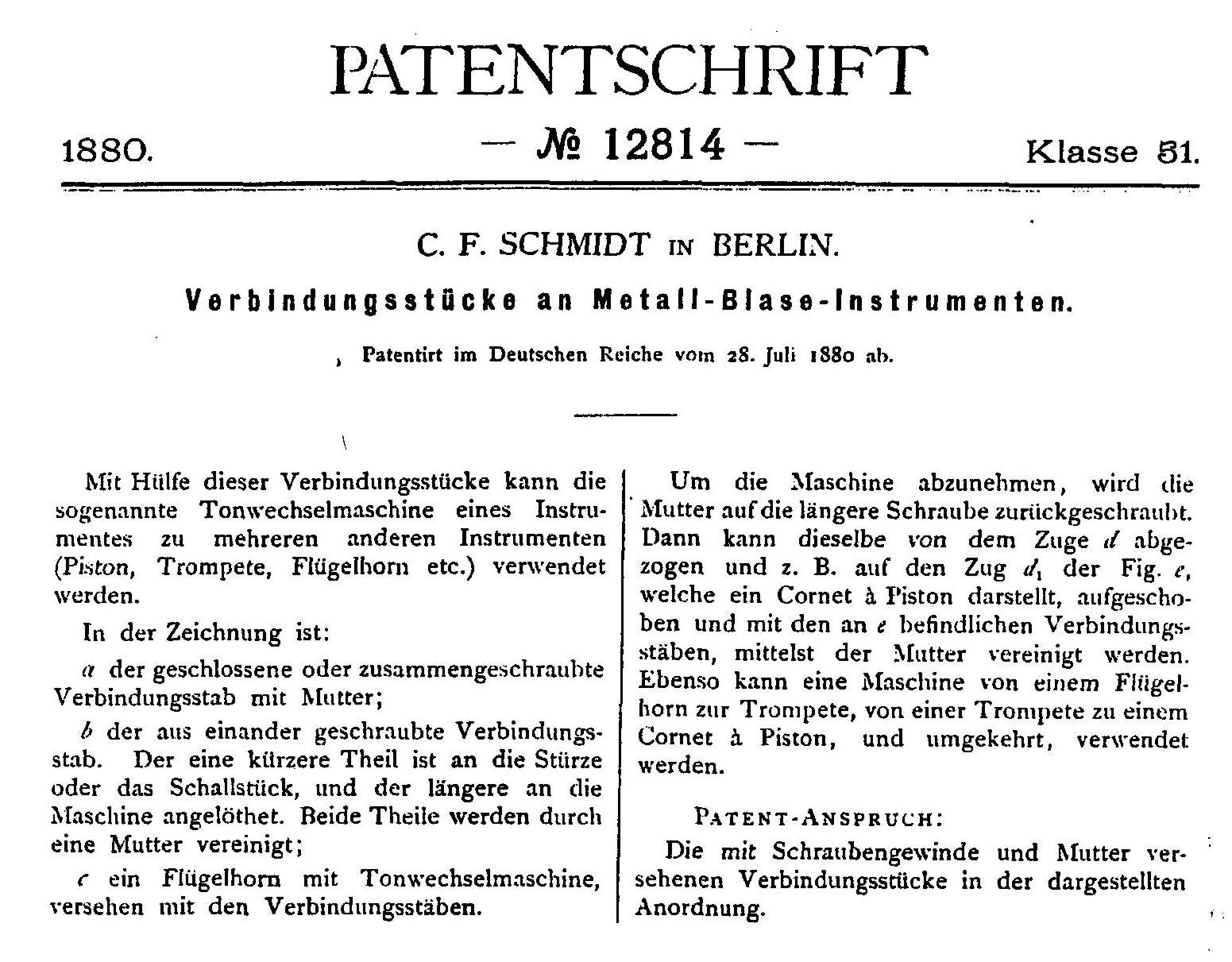
C. F. Schmidt Patent 12814 Text
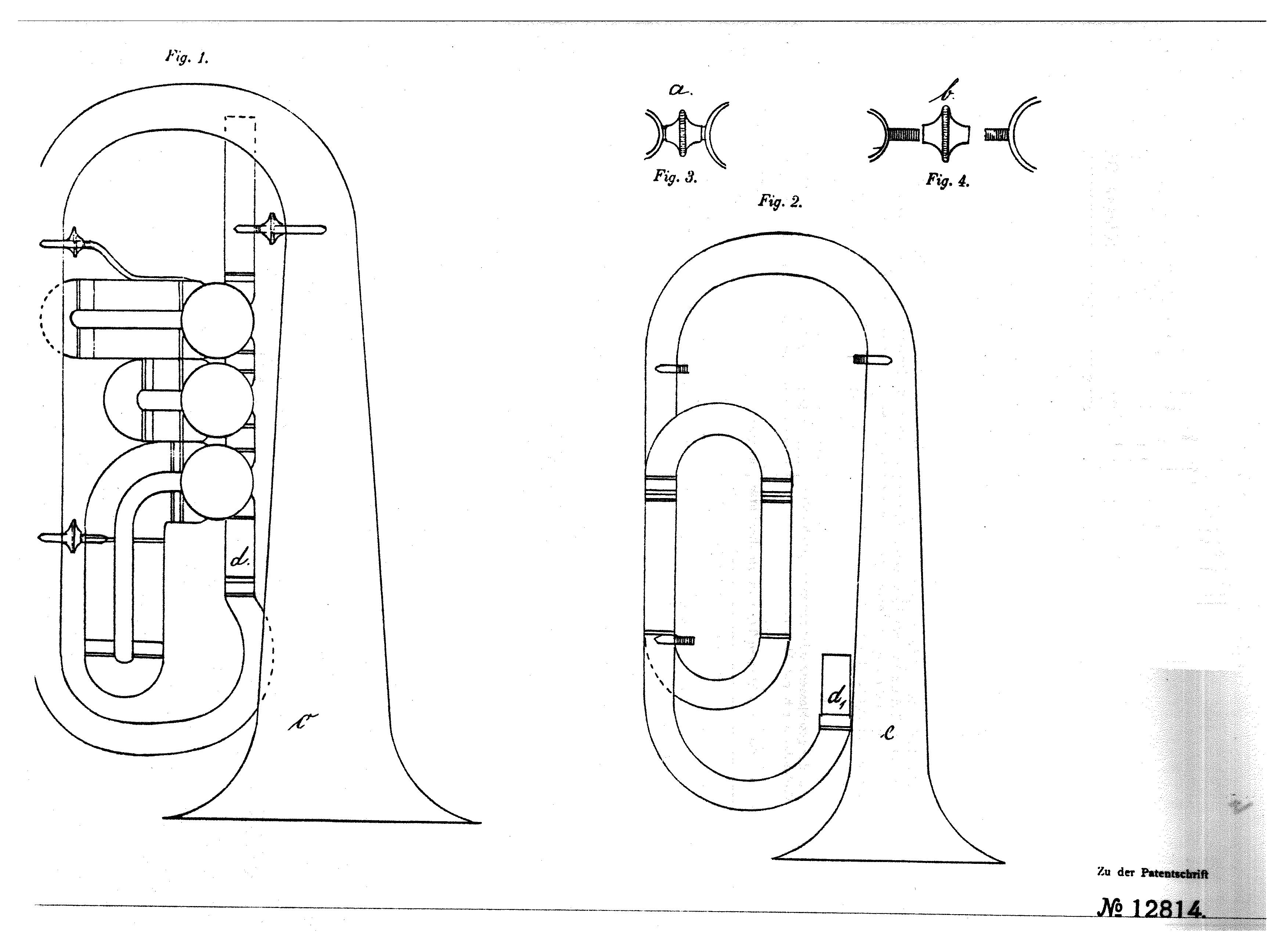
C. F. Schmidt Patent 12814 Zeichnung

Logos des Unternehmens C. F. Schmidt
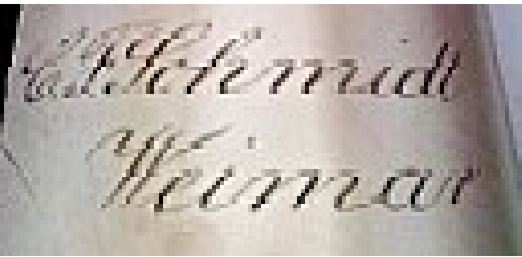
Logo 1 1888 bis April 1896 oder 1930–1937 C.F.Schmidt / Weimar
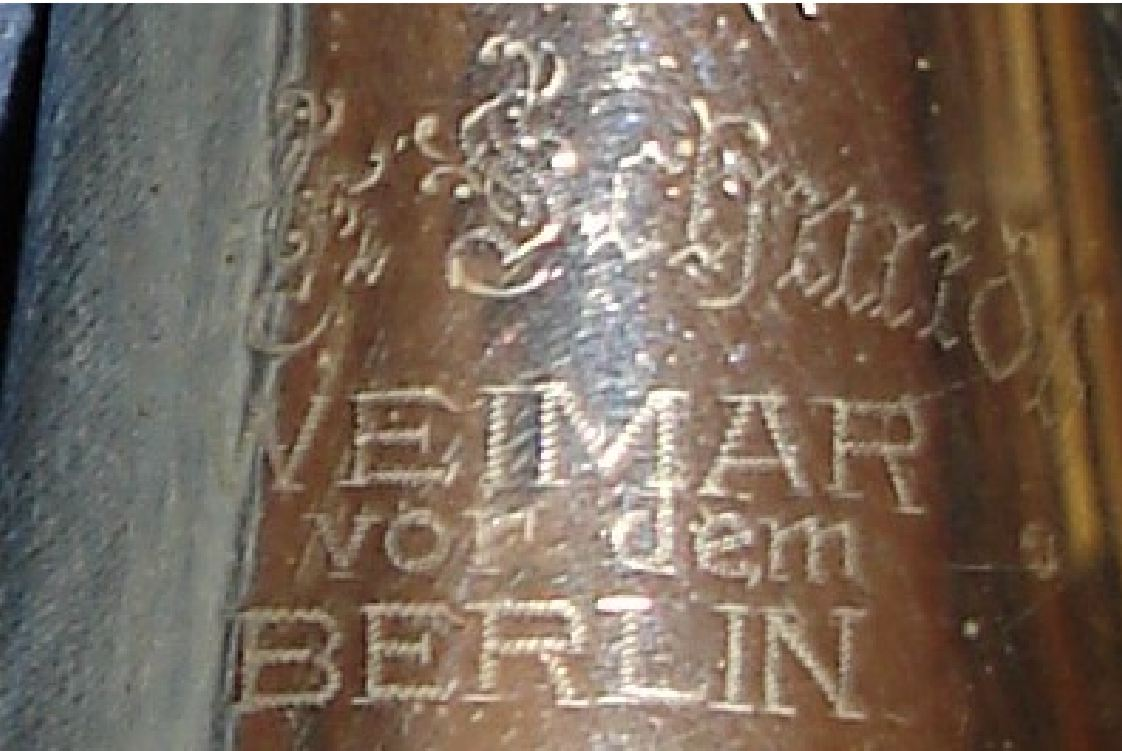
Logo 2 1888–1896 C.F.Schmidt / WEIMAR / vor dem / BERLIN (ehemals in Berlin)
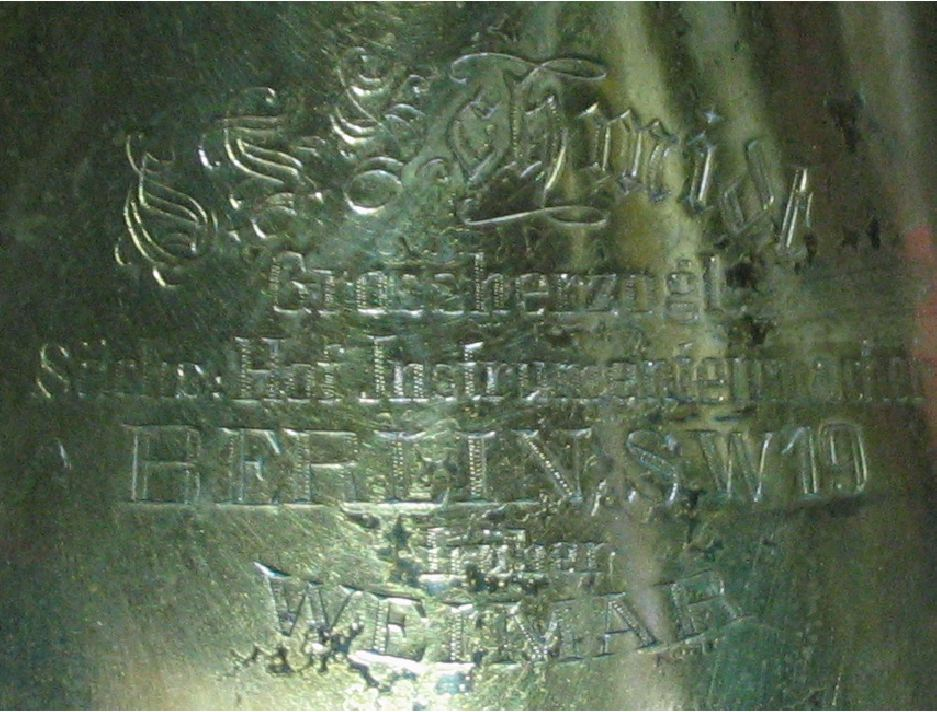
Logo 3 1900 bis 1918 C.F.Schmidt / Grossherzogl. / Sächs. Hof Instrumentenmacher / BERLIN, SW19 / früher / WEIMAR
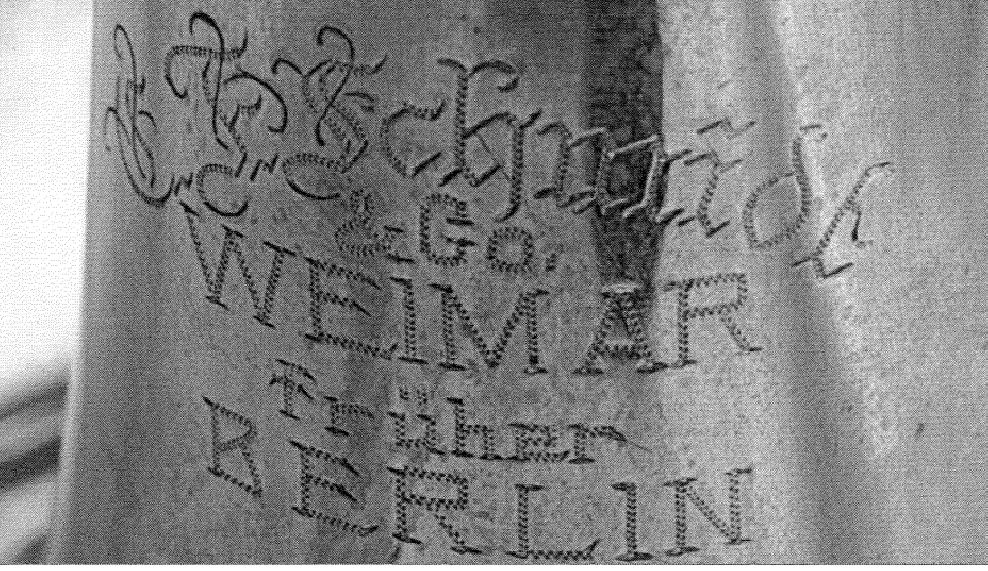
Logo 4 ab 1919 C.F.Schmidt / & Co. / WEIMAR / Früher / BERLIN
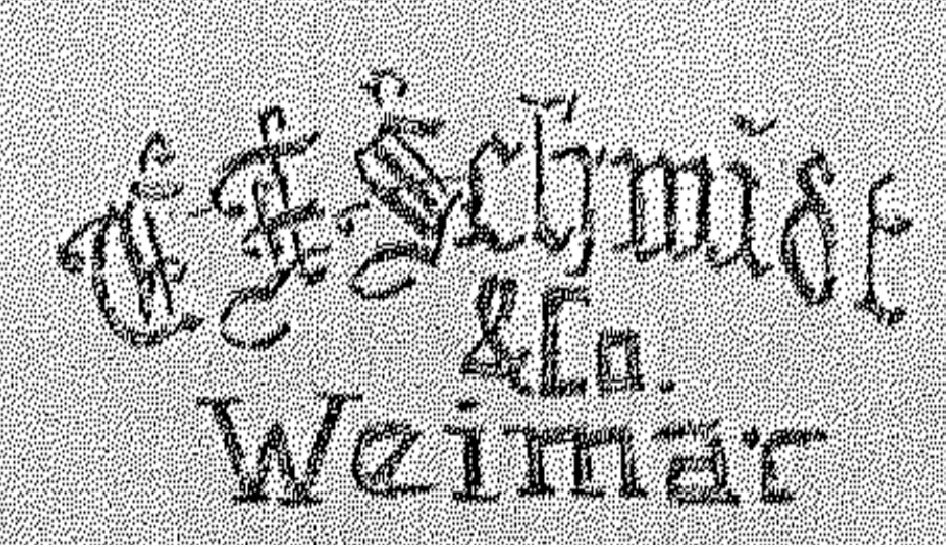
Logo 5

C.F.Schmidt / & Co. / Weimar